# Río Loing

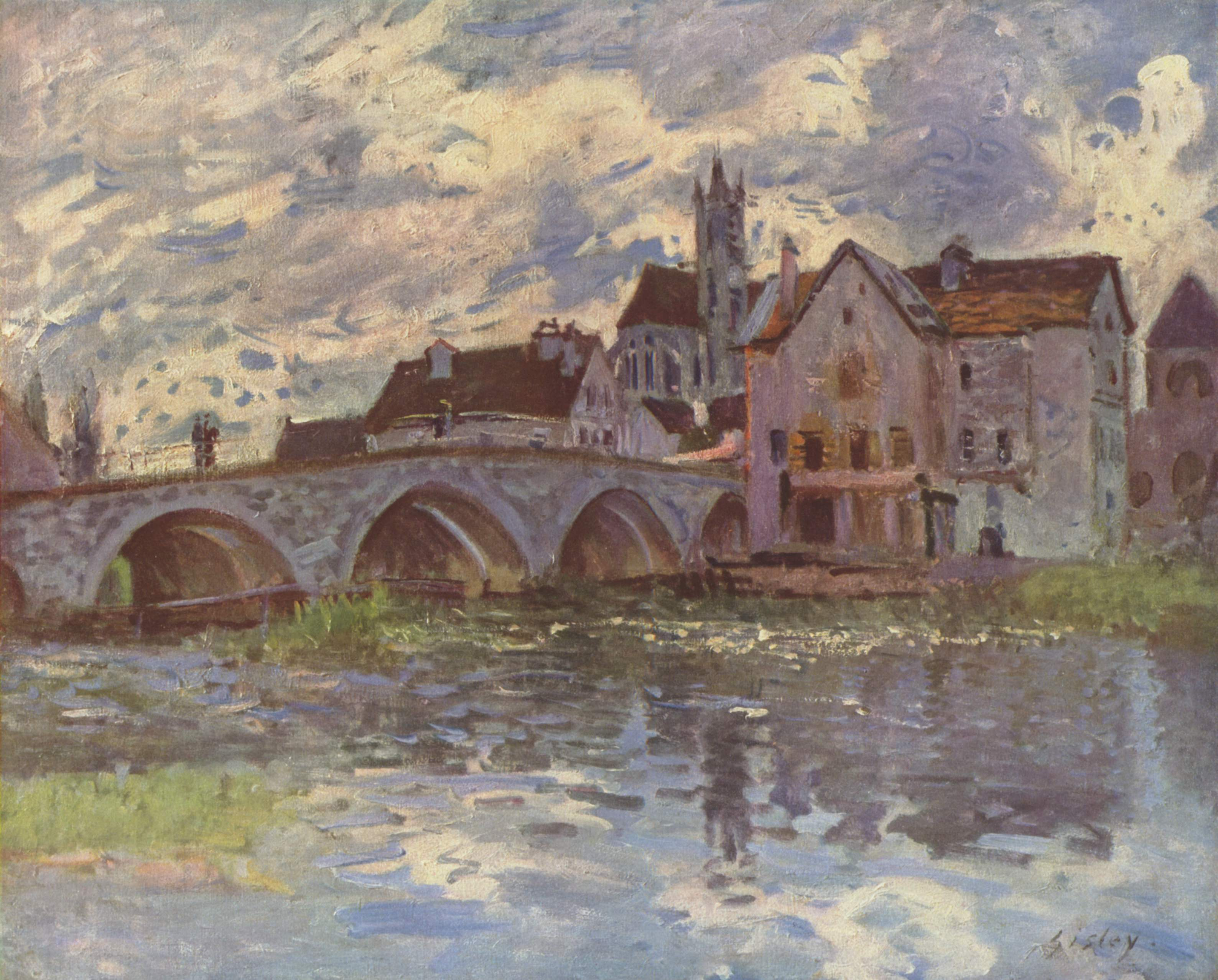
El río Loing, pintado por Alfred Sisley.

El río Loing es un río de 166 km de largo en el centro de Francia, un afluente por la izquierda del río Sena. Su fuente se encuentra en Sainte-Colombe-sur-Loing, al sur del departamento de Yonne. Su curso cruza los siguientes departamentos y ciudades:
- Yonne: Saint-Fargeau, Bléneau
- Loiret: Châtillon-Coligny, Montargis
- Seine-et-Marne: Nemours, Moret-sur-Loing

El Loing desemboca en el Sena cerca de Moret-sur-Loing. La sección del canal Briare entre Rogny-les-Sept-Écluses y Montargis corre paralela al Loing.

## Enlaces
- Wikimedia Commons alberga una categoría multimedia sobre Río Loing.

- Datos: Q249062
- Multimedia: Loing / Q249062